# Colmegna
Colmegna is een dorp in de gemeente Luino, in de provincie Varese, Lombardije, Italië. Bij de volkstelling van 21 oktober 2001 telde het 379 inwoners.
Het dorp ligt aan Lago Maggioro op 210 meter boven zeeniveau. Door het dorp stroomt de Rio Colmegnino, een 6 km lange beek die uitmondt in Lago Maggioro. Het ligt op ongeveer 2,98 km van de gemeentelijke hoofdstad.